# Ambléon
Ambléon is een gemeente in het Franse departement Ain (regio Auvergne-Rhône-Alpes). Ambléon telde op 1 januari 2022 114 inwoners.

## Geografie
De oppervlakte van Ambléon bedroeg op 1 januari 2022 5,88 vierkante kilometer; de bevolkingsdichtheid was toen 19,4 inwoners per km².
De onderstaande kaart toont de ligging van Ambléon met de belangrijkste infrastructuur en aangrenzende gemeenten.

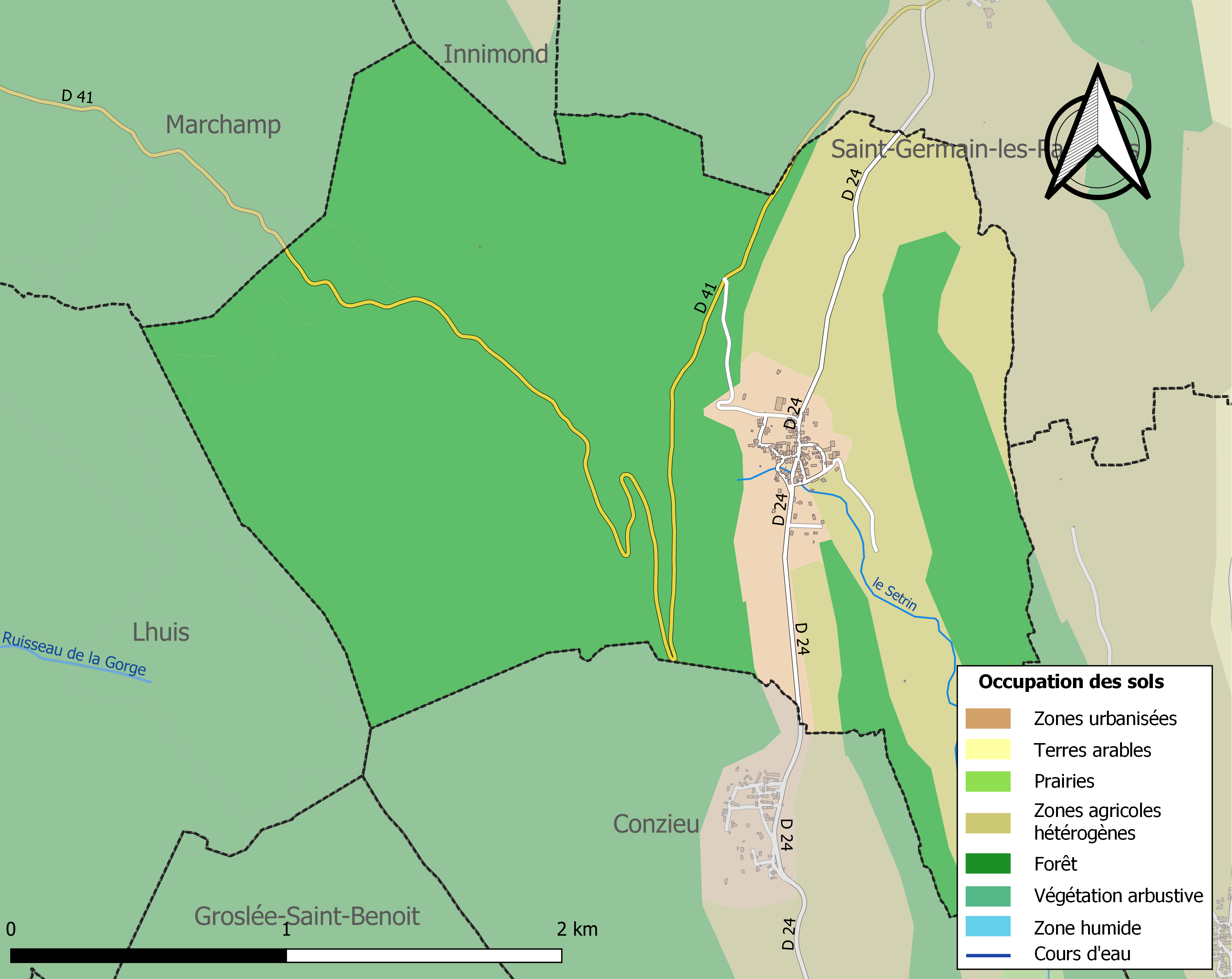

## Demografie
Onderstaande figuur toont het verloop van het inwoneraantal van Ambléon vanaf 1968. De cijfers zijn afkomstig van het Frans bureau voor statistiek en bevatten geen dubbel getelde personen (zoals studenten en militairen).
Vanwege een beveiligingsprobleem met de MediaWiki Graph-software is het momenteel niet mogelijk deze grafiek weer te geven. Zodra de software is bijgewerkt zal de grafiek vanzelf weer zichtbaar worden.